# Велики црквени суд Српске православне цркве
Велики црквени суд Српске православне цркве је виша црквена судска власт за кривице свештеника, монаха и световњака и за црквенобрачне спорове, као и за све црквене спорове унутрашње црквене управе који не спадају у судску надлежност Светог архијерејског сабора и Светог архијерејског синода.
Предсједник Великог црквеног суда је митрополит црногорско-приморски др Амфилохије (Радовић).

## Састав
Велики црквени суд је сталан и састављају га:
- три архијереја, члана Светог архијерејског синода, које делегира Свети архијерејски синод из своје средине од којих једнога именује за предсједника;
- два почасна члана свештена лица мирског реда и два њихова замјеника које бира Свети архијерејски синод на 4 године;
- један референт свештено лице.

У случају спријечености предсједника или чланова архијереја замјењују их архијереји чланови Светог архијерејског синода које одређује Свети архијерејски синод.
Велики црквени суд доноси пуноважне одлуке у вијећу састављеном од предсједника, четири члана и референта. Члан Великог црквеног суда који је лично заинтересован или је учествовао у истрази или је судио у нижој инстанци не може по том предмету судити. Предсједник, односно његов замјеник, и чланови Великог црквеног суда при одлучивању дају своје мишљење потпуно независно. Суд доноси одлуке већином гласова. Гласање почиње од најмлађег члана суда.

## Дјелокруг
Велики црквени суд у другом и посљедњем степену разматра, одобрава, преиначава и поништава рјешења и пресуде епархијских црквених судова, по службеној дужности или по изјављеној жалби.
По службеној дужности Велики црквени суд разматра:
- пресуде епархијских црквених судова које гласе на поништење брака;
- пресуде епархијских црквених судова по кривицама свештенства оба реда, изречене:
  - на губитак службе, односно звања;
  - на доживотну забрану свештенодејства;
  - на лишење свештеничког чина;
  - на лишење свештеничког чина са искључењем из црквене заједнице;
- пресуде на коначно искључење световњака из црквене заједнице, и
- одлуке епархијских црквених судова које надлежни архијереј упути Великом црквеном суду.

Сва остала рјешења и пресуде епархијских црквених судова разматра и суди Велики црквени суд само по изјављеној жалби.
Велики црквени суд рјешава о изузећу појединих епархијских судова, као и о сукобу надлежности између тих судова, и у том случају одређује који ће епархијски суд судити. Исто тако рјешава о изузећу предсједника и чланова Великог црквеног суда.